# Conus globoponderosus
Conus globoponderosus é uma espécie fóssil de caracol marinho, um molusco gastrópode marinho da família Conidae, os caracóis cônicos, conchas cônicas ou cones.

## Distribuição
Esta espécie marinha de caracol cone é encontrada apenas em estado fóssil no Mioceno e Terciário da Áustria e Itália, Europa.